# Pietàkapelle Nenningen

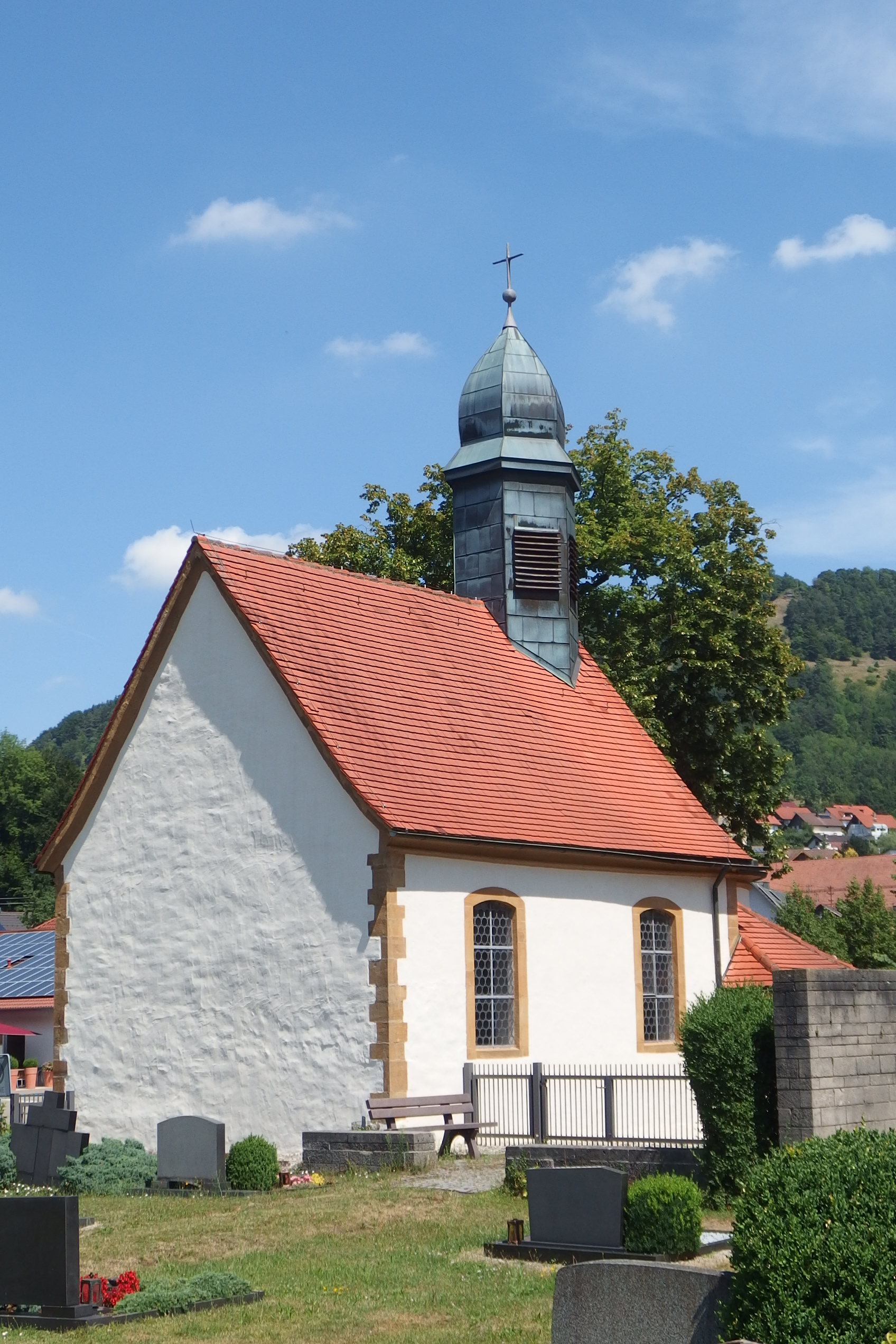
Pietàkapelle Nenningen

Die Pietàkapelle Nenningen (bis 2016: Friedhofskapelle Nenningen, in älterer Literatur auch Muttergotteskapelle) ist eine Kapelle, die am Weg zu den Wiesen und Feldern der Bauern von Nenningen 1774 errichtet worden ist.

## Beschreibung
Die einschiffige Kapelle besitzt eine halbrunde Apsis. Das Portal und die Fenster weisen flache Bogen auf. Das Schiff ist 7,75 Meter lang und 6,1 Meter breit, der Chor 3,6 Meter lang und breit. Die Raumhöhe beträgt 4,5 Meter, die äußere Höhe bis zum Dach 5 Meter, bis zum Dachfirst 10 Meter und bis zur Kreuzspitze auf dem Dachreiter 14 Meter.
Seit dem 8. Dezember 1774 beherbergt die Kapelle die Nenninger Pietà von Franz Ignaz Günther.

## Geschichte
Der Vorgängerbau der Pietàkapelle Nenningen war eine gotische Wegkapelle. Sie wurde mehrfach in Rechnungen erwähnt, erstmals 1582, dann wieder 1592 und 1715.
1774 wurde die Wegkapelle durch die Pietàkapelle ersetzt. Vermutlich entschloss man sich zu diesem Bau aus Dankbarkeit, nachdem die Hungerkatastrophe der Jahre bis 1772, die wohl durch einen Vulkanausbruch auf Island ausgelöst worden war, überstanden war.
Geplant wurde die neue Kapelle unter Pfarrer Sebastian Kibler durch den Gmünder Stadtbaumeister Johann Michael Keller, errichtet durch die Maurermeister Melchior Waibel und Konrad Geiger aus Nenningen. Max Emanuel von Rechberg stiftete als Patronatsherr die Baumaterialien. Außerdem übernahm er die Finanzierung der Bauarbeiter und Fuhrleute dadurch, dass er sie beim Kapellenbau ihre Hand- und Spanndienste leisten ließ. Die Bezahlung des Architekten erfolgte durch die Heiligenpflege.
Dekan Schroz aus Donzdorf segnete am 12. Juni 1774 die Kapelle zu Ehren der heiligsten Dreifaltigkeit, der schmerzhaften Gottesmutter, des heiligen Florian und des heiligen Wendelin. Weihbischof Wilhelm Josef Leopold von Baden sorgte am 4. August desselben Jahres für die Konsekration von Kapelle und Altar.
Für die noch leere Kapelle stiftete der Patronatsherr Maximilian Emanuel von Rechberg eine monumentale Pietà. Deren Ausführung übertrug er dem Münchner Hofbildhauer Franz Ignaz Günther. Max Emanuel von Rechberg diente damals dem bayerischen Kurfürsten als Hofbeamter. Sein Palais befand sich in der Nachbarschaft von Günthers Werkstatt, der neben Johann Baptist Straub, seinem Lehrer, als der angesehenste Bildhauer in München galt. Günther erhielt für die Pietà, die er für die Nenninger Kapelle ausgeführt hatte, 125 Gulden. Er starb im Jahr nach der Fertigstellung dieses Werkes. Die Nenninger Pietà ist das letzte Werk Günthers und sein einziges Kunstwerk, das nach Württemberg gelangte.
Die aus Lindenholz gefertigte Pietà kam am 8. Dezember 1774 in Nenningen an und wurde am ersten Fastensonntag 1775 kirchlich geweiht. Danach wurde vor diesem Kunstwerk die erste heilige Messe gefeiert. Von diesem Zeitpunkt an sollte allsamstäglich die Messe vor dem Kunstwerk zelebriert werden.
Am 14. November 1775 wurde eine ebenfalls vom Patronatsherrn gestiftete  39,5 Kilo schwere Glocke geliefert, die 52 Gulden und 40 Kreuzer gekostet hatte.
In Folge der Säkularisation wurde 1811 ein Erlass vom Konstanzer Bistumsverweser Ignaz von Wessenberg herausgegeben, in dem die Schließung und der Abriss der Kapelle angeordnet wurde. Die Pietà sollte in die Pfarrkirche überführt werden. Dieser Erlass vom 31. Oktober 1811 kam nicht zur Ausführung, weil die Zustimmung der württembergischen Behörden dazu fehlte. Zu ihrem Schutz ging die Kapelle zeitweise in das Eigentum der bürgerlichen Gemeinde über und wurde schon vor 1874 der Kirchengemeinde rückübereignet.
1811 trat Pfarrer Josef Eiser sein Amt an. Nachdem der Abriss der Kapelle nicht zustande kam, sorgte er für die Erneuerung ihrer Decke und des Dachreiters. 1855 wurde die Pietà durch den Gmünder Maler Kleiner im farbenprächtigen neogotischen Stil gefasst. Xaver Kolb aus Ehingen bemalte 1868 die Wände und Decken der Kapelle mit Szenen aus dem Marienleben; außerdem erhielt die Kapelle damals farbige Fenster und einen Bodenbelag aus Böhmenkircher Platten, dazu neues Gestühl. Der Dachreiter wurde mit grünlasierten Ziegeln gedeckt. 1870 wurde ein Harmonium angeschafft.
Die Jahrhundertfeier der Kapelle wurde 1874 mit einem Triduum gefeiert. Einige Jahre zuvor hatte die bürgerliche Gemeinde ein angrenzendes Stück Land erworben, auf dem der neue Friedhof Nenningens entstand. Ab dieser Zeit diente die Kapelle als Friedhofskapelle.
Durch einen Blitzeinschlag wurde der Dachreiter am 21. Juli 1921 schwer beschädigt. Da zu dieser Zeit keine Ziegel mit grüner Lasur beschafft werden konnten, deckte man ihn nun mit Blech ein. Außerdem wurde die Kapelle mit einem Blitzableiter versehen. 1925 wurde der stark geneigte Altar erneuert.
1951 wurde in München die neogotische Fassung der Nenninger Pietà von Spezialisten abgenommen, und die Originalfassung kam wieder zum Vorschein. Während der Abwesenheit der Pietà wurden auch sämtliche neogotischen Elemente in der Pietákapelle entfernt. Stattdessen erhielt die Kapelle helle Butzenfenster. Zwei Gemälden von August Braun schmückten fortan die Decke. Das Rundfenster im Chor wurde von innen zugemauert und das Chorgitter entfernt. Im Jahre 1954 wurde die Pietà bei einer Ausstellung in London gezeigt, 1958 bildete sie den Höhepunkt der Ausstellung im Päpstlichen Pavillon auf der Weltausstellung in Brüssel.
1969/70 erfolgte eine weitere Restaurierung der Kapelle, die wegen Nässeschäden notwendig geworden war. Dabei wurden die Fundamente auf der West- und Südseite erneuert. Die Kapelle wurde an Strom- und Wasserversorgung angeschlossen und erhielt eine Heizung. Der Bodenbelag und das Gestühl wurden erneuert, ebenso der Verputz innen und außen. Die Deckenfresken aus der Mitte des Jahrhunderts und der Deckenstuck wurden entfernt, desgleichen der Altar. Die Pietà wurde auf eine Muschelkalkstele gesetzt. Das Dach wurde neu gedeckt und ein größerer Dachreiter aufgesetzt. Dort wurde eine 230 Kilo schwere Glocke des Esslingers Pantlion Sydler aus dem Jahr 1425 aufgehängt, die zuvor in der Nenninger Pfarrkirche bis 1966 ihren angestammten Platz gehabt hatte. Die Fenster- und Türumfassungen aus Donzdorfer Sandstein wurden scharriert. Insgesamt kostete diese Renovierung 136.000 DM.
Von 2003 bis 2005 wurde die Kapelle erneut saniert und erhielt wiederum einen neuen Fußboden, neue Bänke, neue Fenster und eine neue elektrische Anlage. Als einziges Sakralgebäude unter 61 vorgeschlagenen und 15 ausgezeichneten Objekten erhielt sie 2008 eine Auszeichnung im Wettbewerb „Beispielhaftes Bauen.“
Im Jahr 2016 beschloss der Nenninger Kirchengemeinderat, den Namen der Kapelle zu ändern. 1868 war der alte Friedhof vom Gelände der alten Pfarrkirche hin zu dem an die Wegkapelle angrenzenden Garten verlegt worden. Dieser Friedhof musste 100 Jahre später ebenfalls aufgegeben und an eine neue Stelle verlegt werden. Damit verlor die Friedhofskapelle ihre Funktion. Nun war es die Absicht des Kirchengemeinderates, die Bedeutung der international bekannten und hochgeschätzten Nenninger Pietà in den Vordergrund zu rücken. Seit 2016 lautet daher der Name Pietàkapelle.

## Belege
1. 1 2  Isidor Fischer: Heimatbuch für Weißenstein und Umgebung. 1. Teil: Heimatgeschichte. Verlag der Rems-Zeitung, Schwäbisch Gmünd 1927, S. 191.
2. 1 2 3  Pfarramt St. Martinus Lauterstein-Nenningen (Hg.), Friedhofkapelle Lauterstein-Nenningen und Pieta von Franz Ignaz Günther (1725–1775), Lauterstein-Nenningen 1981.
3. ↑  Die Nenninger Pieta 1774 auf www.denkmalpflege-bw.de (Memento des Originals vom 9. März 2013 im Internet Archive)  Info: Der Archivlink wurde automatisch eingesetzt und noch nicht geprüft. Bitte prüfe Original- und Archivlink gemäß Anleitung und entferne dann diesen Hinweis. (zuletzt abgerufen am 26. Juni 2019).
4. ↑  Friedhofskapelle Nenningen auf www.pieta-nenningen.de (zuletzt abgerufen am 26. Juni 2019).
5. ↑  Aufbau der Pieta auf www.pieta-nenningen.de (zuletzt abgerufen am 26. Juni 2019).
6. ↑  Gabriele von Trauchburg: Ein Meisterwerk von Weltrang. In: l'Osservatore Romano - Wochenausgabe in deutscher Sprache. 2. Februar 2024, S. 5.
7. ↑  Renovierung auf www.pieta-nenningen.de (zuletzt abgerufen am 26. Juni 2019).

Koordinaten: 48° 42′ 31,7″ N, 9° 51′ 31,6″ O